# Świątynia Bela w Palmyrze

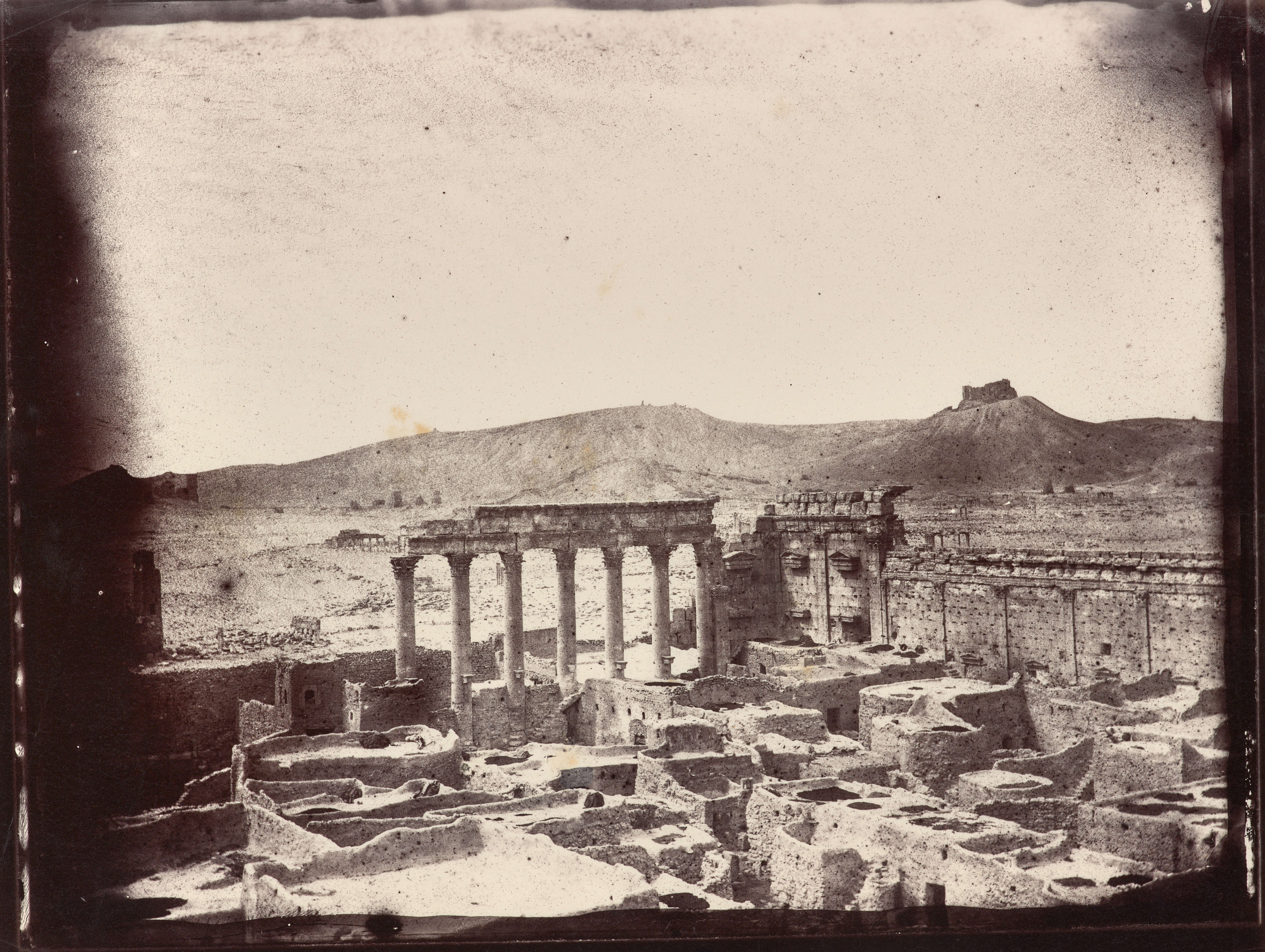
Zabudowania arabskie na dziedzińcu sanktuarium (fot. Louis Vignes, 1864)

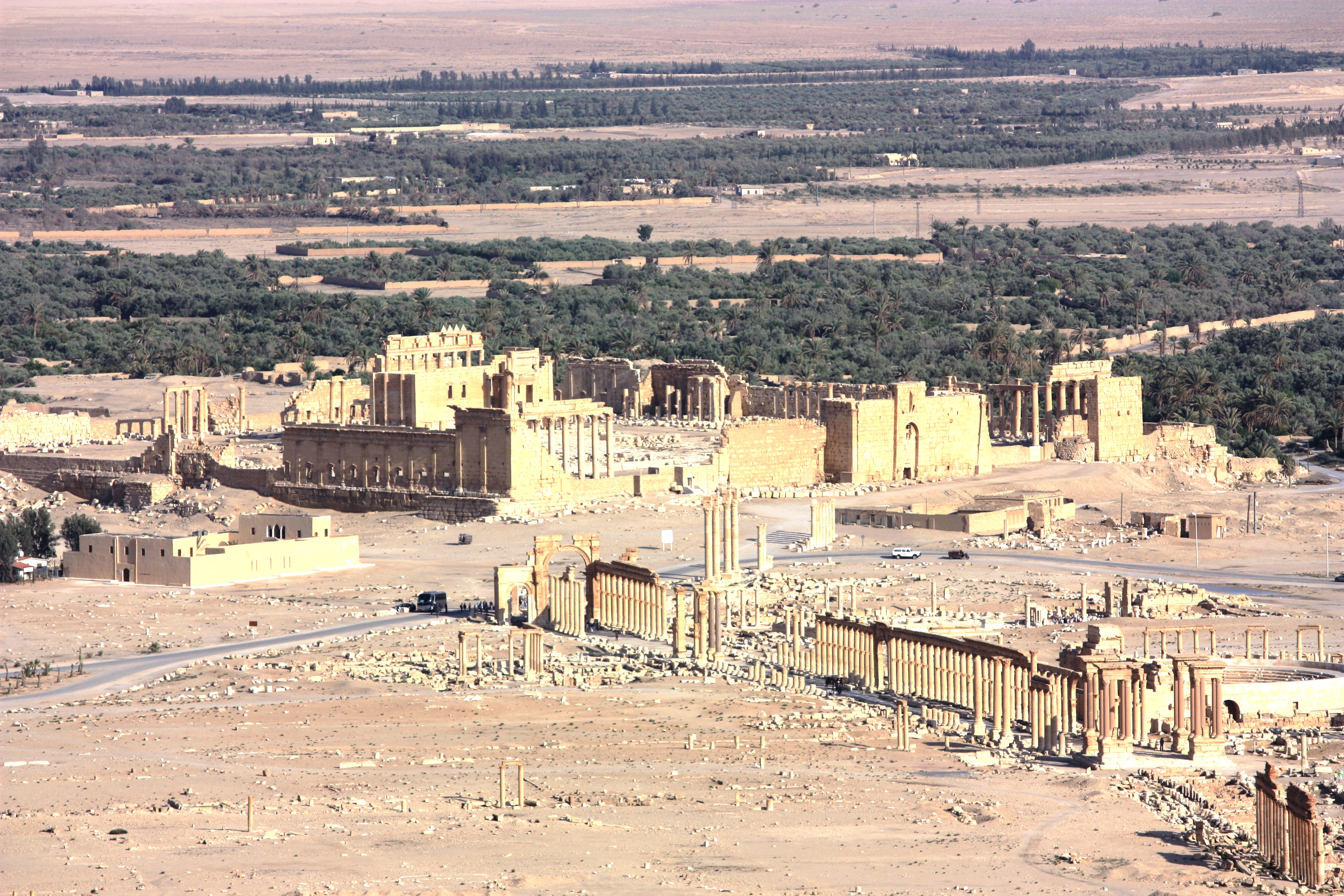
Widok ogólny kompleksu sanktuarium (2009)

Świątynia Bela w Palmyrze – starożytna świątynia poświęcona bogu Belowi, znajdująca się dawniej na terenie syryjskiej Palmyry. Zniszczona w 2015 roku przez Państwo Islamskie.

## Historia
Powstanie świątyni odnosi się do okresu rozbudowy miasta za panowania Tyberiusza, gdy w nowej części Palmyry wzniesiono odnowioną świątynię Bela i przeciwległą do niej – Baalszamina. Cella sanktuarium głównego bóstwa Palmyry, ukończona w 32 roku n.e., stanowi bezspornie dzieło budowniczego z Antiochii lub z pobliskiego kręgu bliskowschodniego hellenizmu. Uważana jest za naśladownictwo budowli hellenistycznego architekta Hermogenesa z Priene, a Bela, jako dawne bóstwo miejscowe utożsamione wcześniej z babilońskim Mardukiem, włączono tu w nowy, synkretyczny system teologiczny, nawiązujący do realiów świata rzymskiego. Dalszej rozbudowy sanktuarium dokonywano w ciągu I i II wieku.
W XII wieku, w okresie panowania Seldżuków kompleks świątyni został przebudowany na cytadelę (1132–1133), a propyleje przekształcono na fortyfikacje, wznosząc półokrągły bastion. Mimo dokonanych później zniszczeń (m.in. rabunek obiektów z brązu i innych elementów użytkowych), sanktuarium przez kolejne stulecia zachowało się w stosunkowo dobrym stanie, zasiedlone następnie przez miejscową ludność. W celli świątyni urządzono meczet, który funkcjonował do 1929 roku. Do lat 30. XX wieku cały okrąg świątynny (temenos) zabudowany był domostwami wioski arabskiej. Podjęcie eksploracji i wstępnych prac archeologicznych wymagało przesiedlenia mieszkańców i oczyszczenia oraz uporządkowania terenu. Inicjatorem i organizatorem tego przedsięwzięcia był odpowiedzialny od 1929 roku za starożytności Libanu i Syrii Henri Seyrig, który dokonał również pierwszych badań nad architekturą i historią budowy świątyni. Od maja 1930 roku kosztem 2 mln franków nastąpiło przemieszczenie i osiedlenie dotychczasowych mieszkańców świątyni w nowo wybudowanej wiosce Tadmor na skraju oazy.
Pod koniec sierpnia 2015 roku świątynia Bela została wysadzona w powietrze przez kontrolujących obszar Palmyry terrorystów z organizacji Państwo Islamskie.

## Opis
Na kompleks świątyni Bela składał się kwadratowy dziedziniec o wymiarach 205 × 210 m, ze znajdującą się pośrodku cellą. Dziedziniec, usytuowany na wzniesieniu i wyłożony kamiennymi płytami, otoczono murem z czworokątnymi, zaopatrzonymi w naczółki oknami od strony południowej, północnej i wschodniej, od wewnątrz ozdobionym pilastrami w stylu korynckim. Prowadziły do niego propyleje o szerokości 35 m, z monumentalnymi schodami. Podwórzec otoczono portykami krytymi płaskim zadaszeniem i wspartymi dwoma szeregami korynckich kolumn od wszystkich stron prócz zachodniej, gdzie znajdował się tylko jeden ich rząd. Na podstawie zachowanych napisów dedykacyjnych szacuje się, że portyki zbudowano między końcem I a połową II wieku n.e. W północno-zachodnim rogu dziedzińca odkryto pozostałości rampy, po której prowadzono zwierzęta ofiarne do wnętrza sanktuarium. Przed cellą znajdował się ołtarz ofiarny oraz basen do rytualnych ablucji.
Prostokątna cella świątyni wzniesiona została na wysokim podium i otoczona kolumnadą. Zgodnie z jedną z zachowanych inskrypcji została poświęcona za panowania cesarza Tyberiusza, 6 kwietnia 32 roku n.e. Kapitele świątynnej kolumnady ozdobione były oryginalne kutymi w brązie liśćmi akantu. Gzyms ozdobiony był attyką złożoną z merlonów, z których cztery zrekonstruowano podczas prac archeologicznych. Do wnętrza celli prowadził od strony zachodniej portal wejściowy, ozdobiony ornamentami w postaci stylizowanych wici winnej latorośli. Wewnątrz, w ścianie północnej, znajdowała się nisza z posągami bóstw: Bela, Jarhibola i Aglibola. W ścianie południowej znajdowała się kolejna nisza, ozdobiona półkolumnami z belkowaniem, w której prawdopodobnie umieszczany był przenośny posąg Bela do celów procesyjnych. W narożach celli umieszczono kręte schody prowadzące do pomieszczeń ponad niszami, być może wychodzące na taras dachu nakrywającego cellę. Plafon celli ozdobiony był motywem w postaci pól geometrycznych. Wewnątrz celli w ścianie północnej, gdzie znajdowały się posągi bóstw, sufit ozdobiono monolitową wapienną płytą z przedstawieniem siedmiu planet w kręgu znaków zodiaku.

## Galeria

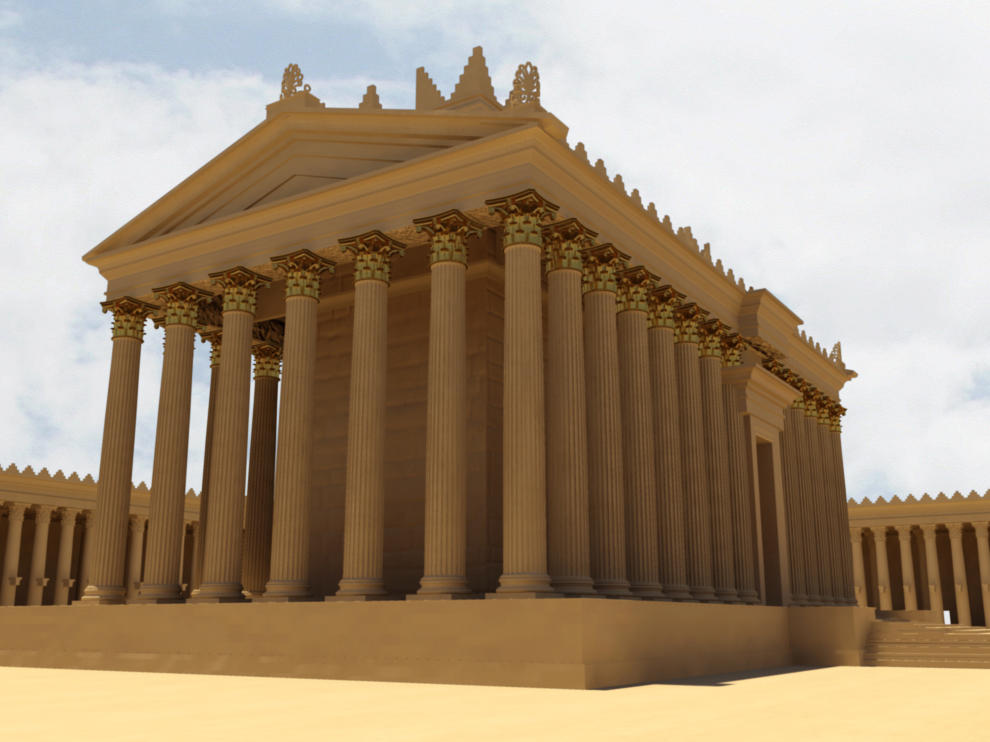
Cyfrowa rekonstrukcja wyglądu głównej części (celli) sanktuarium w czasach antycznych
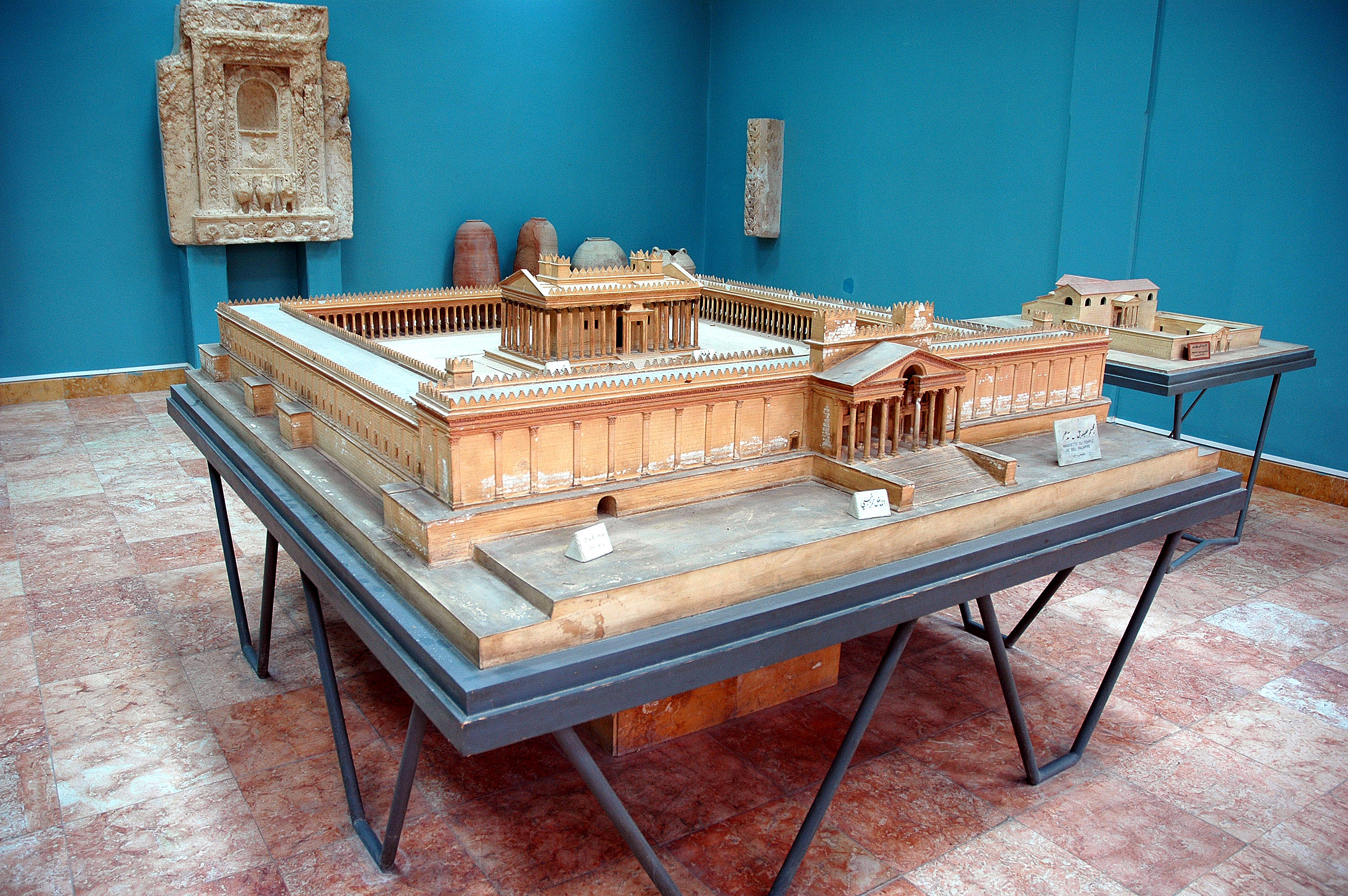
Makieta z wizualizacją starożytnego kompleksu sanktuarium Baala w Palmyrze
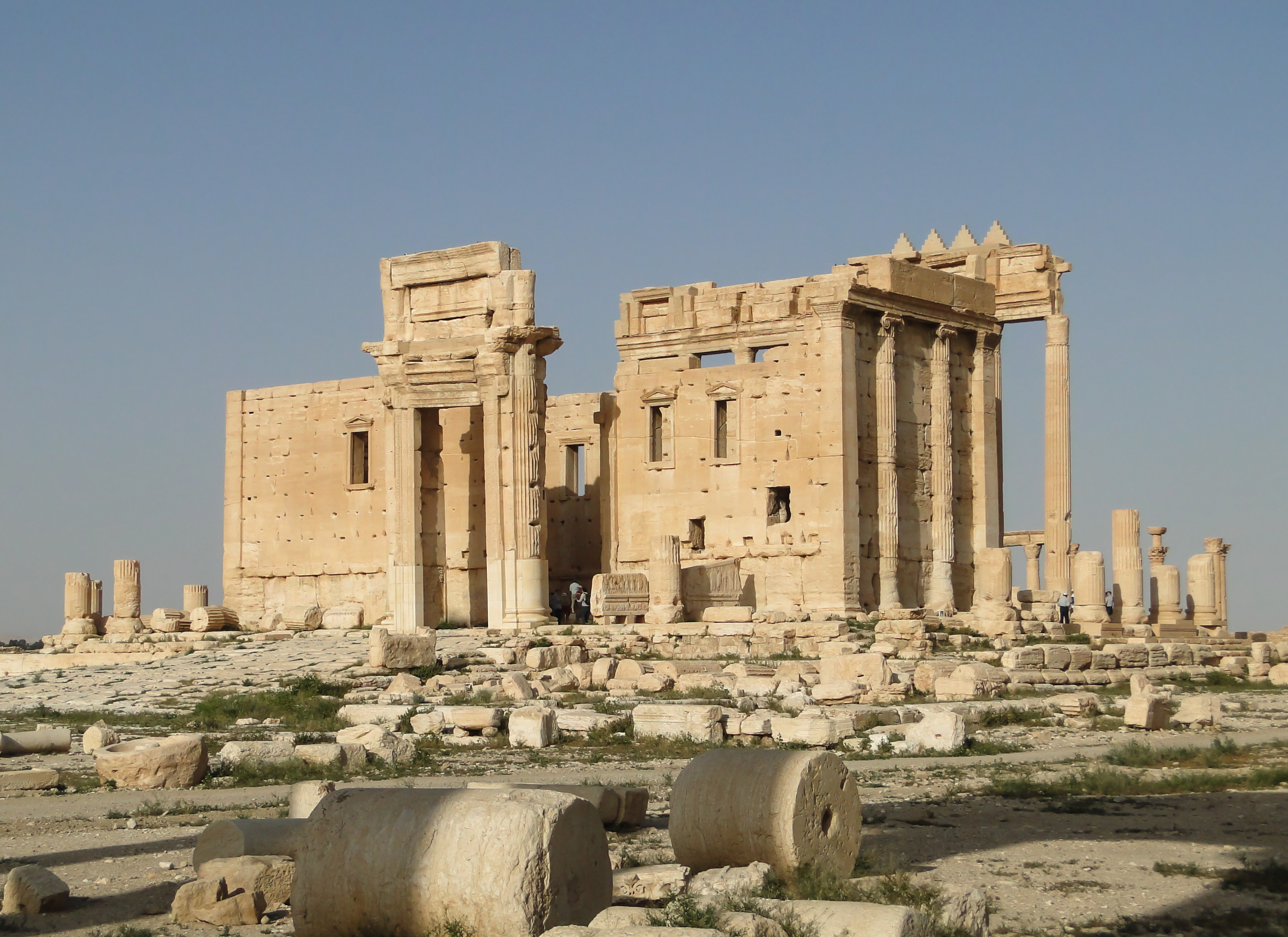
Zrujnowane zewnętrzne zabudowania świątyni z ocalałym portalem wejściowym do celli
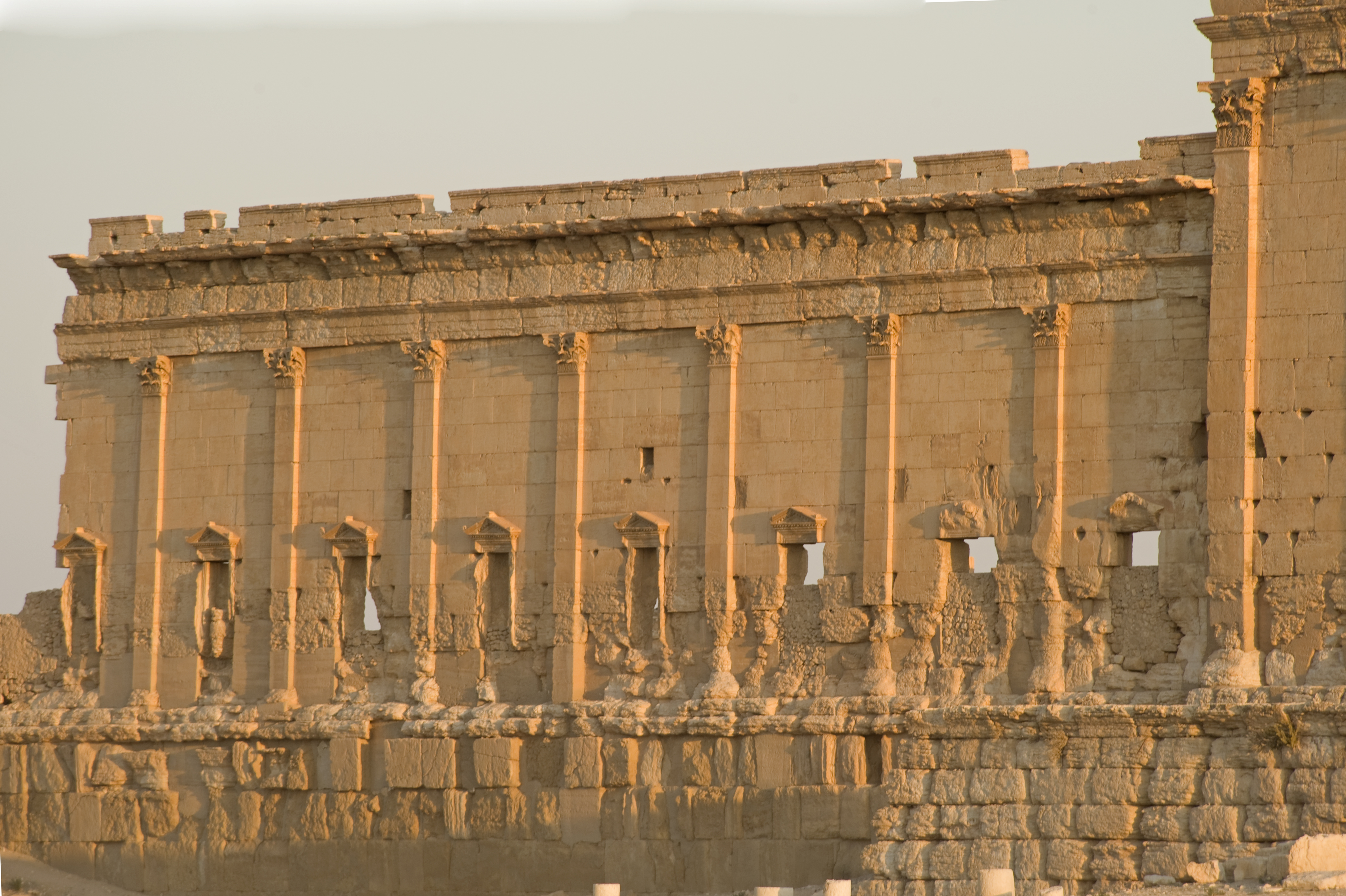
Część północnego muru otaczającego dziedziniec
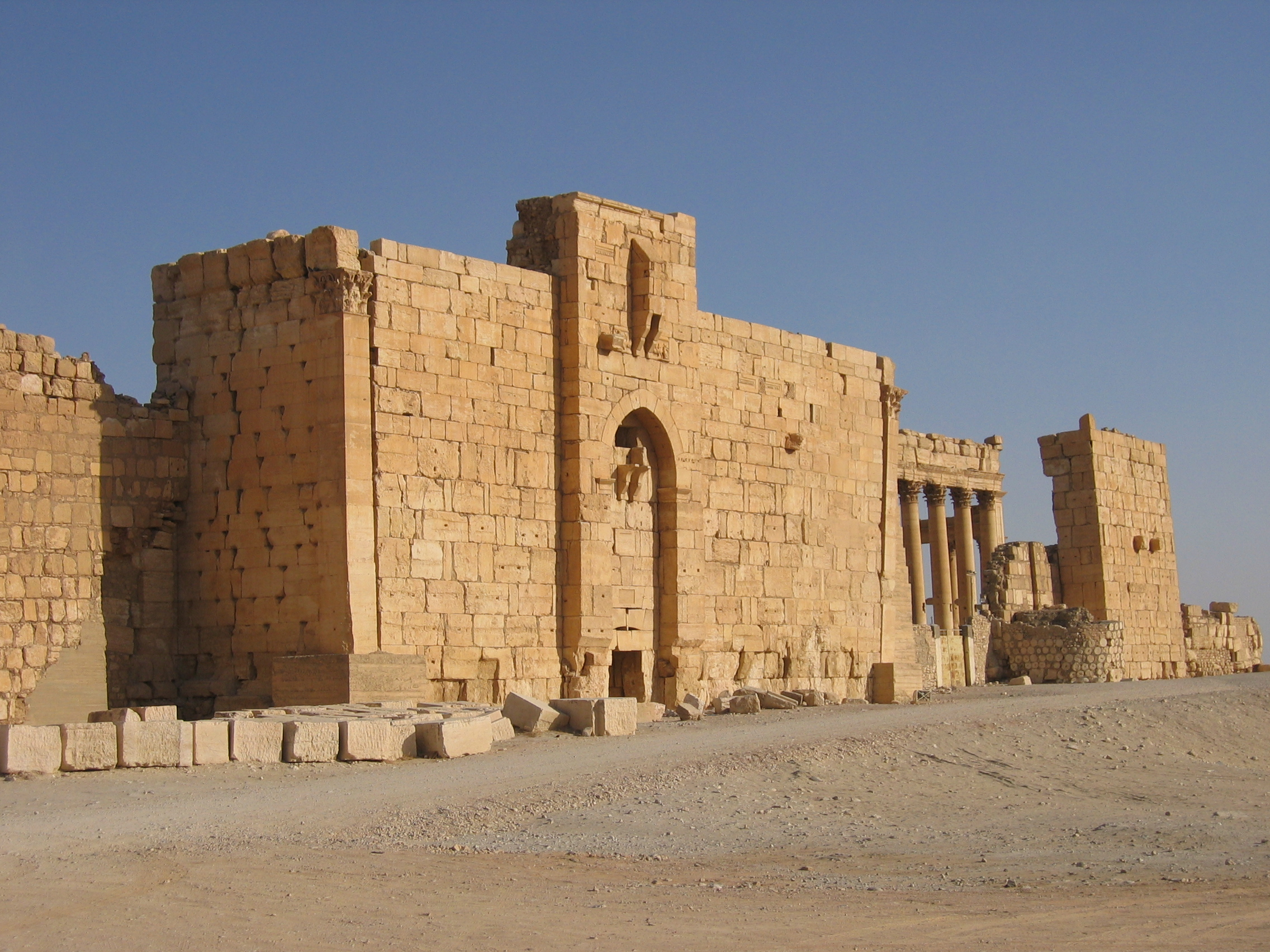
Umocniona zewnętrzna brama sanktuarium
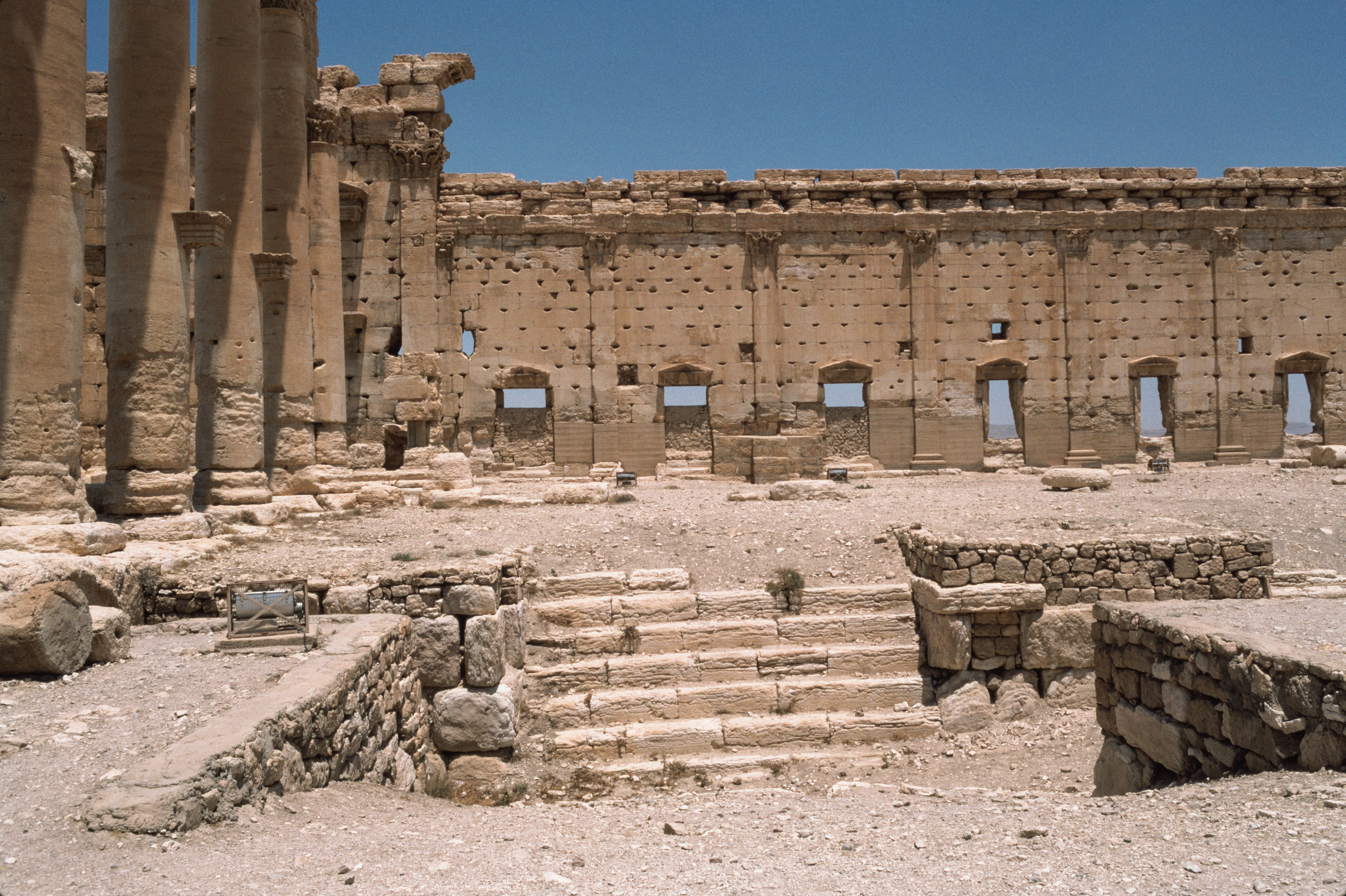
Północno-zachodni fragment dziedzińca z zejściem do rampy
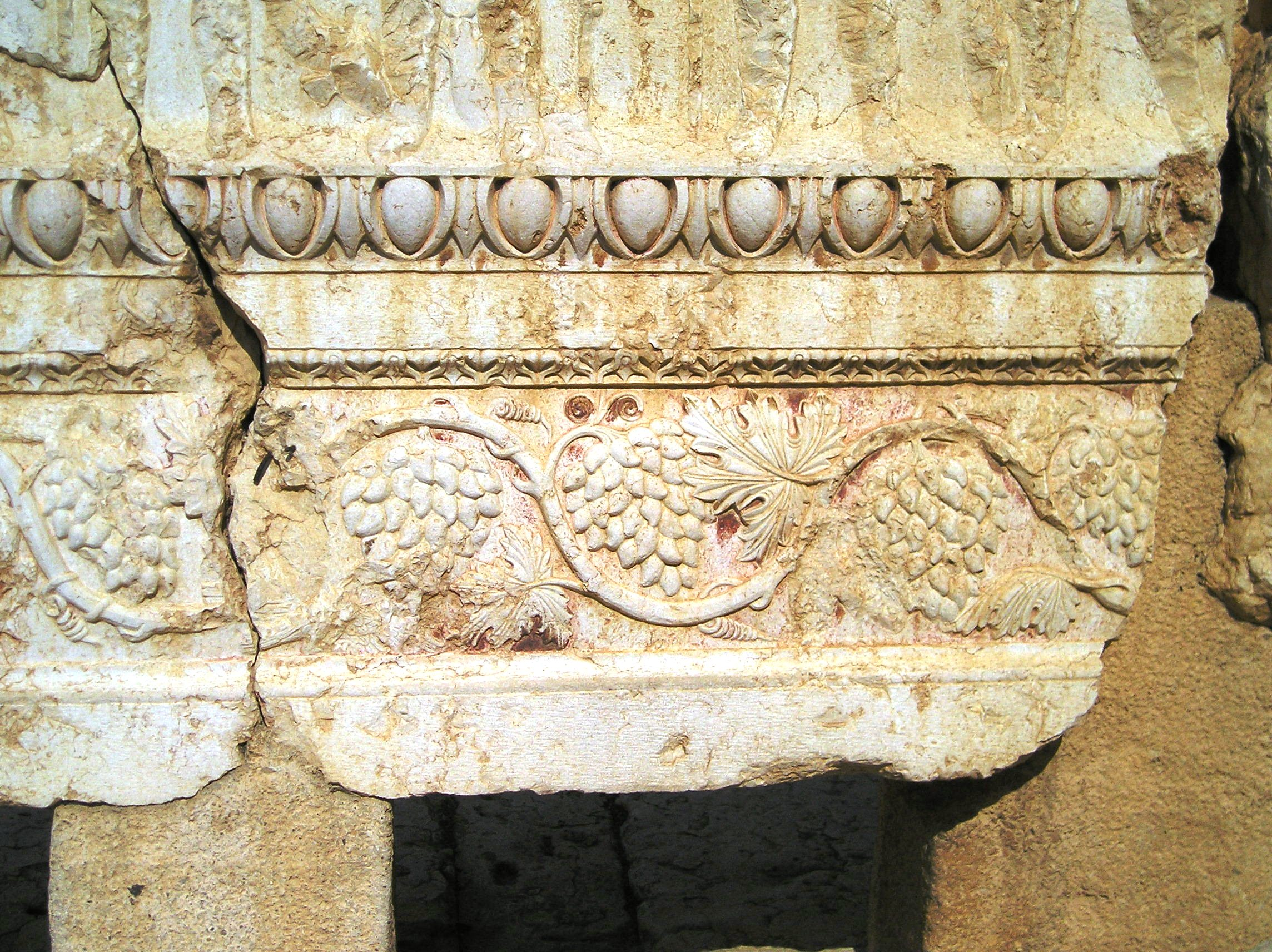
Polichromowana roślinna ornamentyka zachodniego portalu świątyni
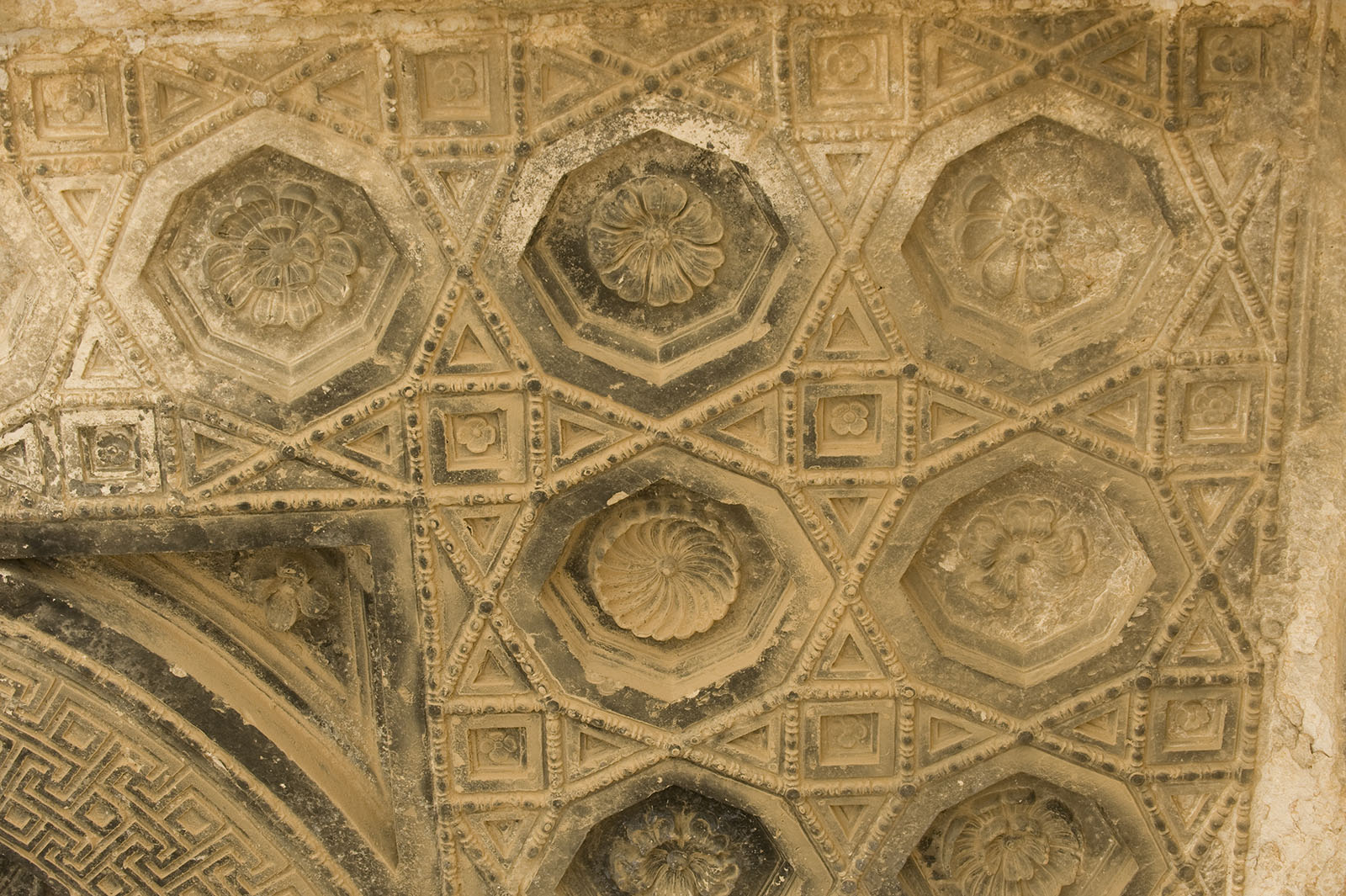
Geometryczne zdobienia sklepienia celli
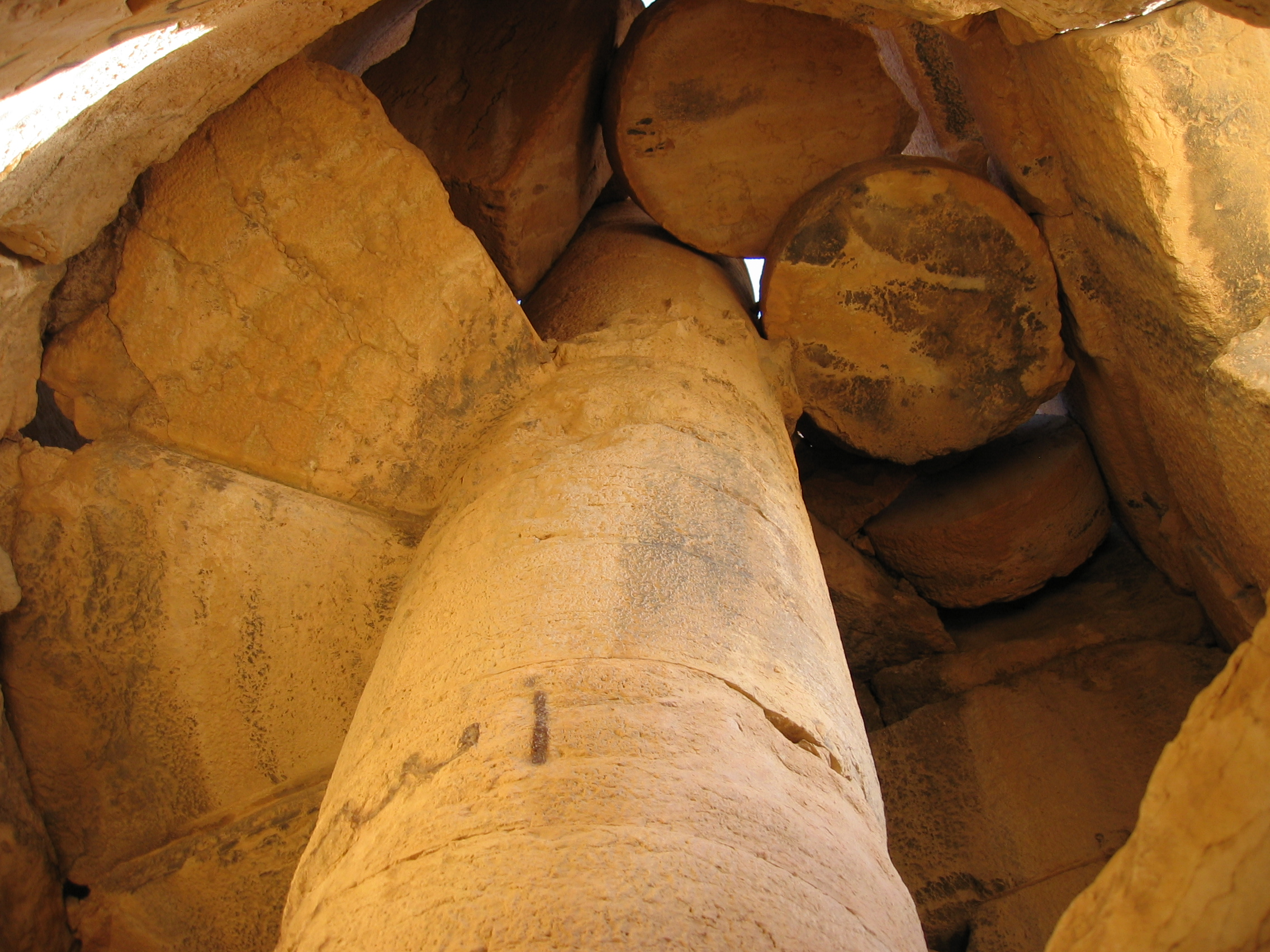
Fragment pozostałości spiralnych schodów
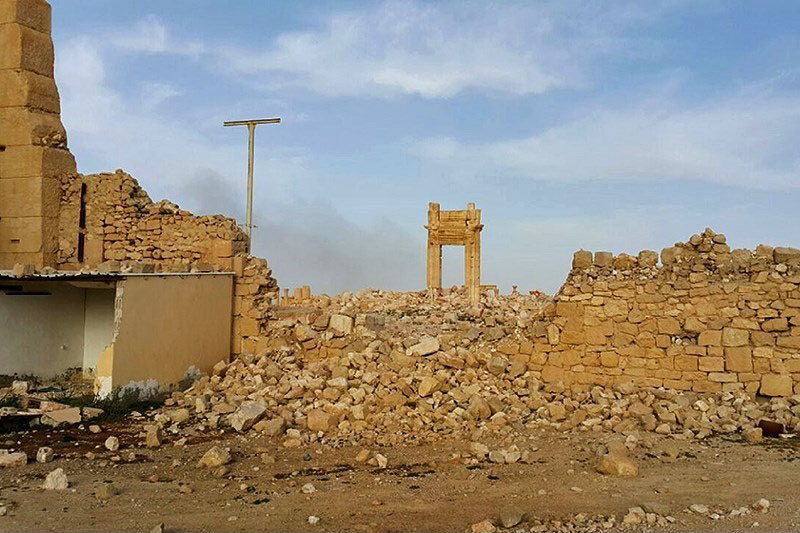
Gruzowisko po unicestwieniu świątyni przez islamistów (2015)